# Шиченга (посёлок)
Шиченга — посёлок в Междуреченском районе Вологодской области.
Входит в состав Сухонского сельского поселения, с точки зрения административно-территориального деления — в Сухонский сельсовет.
Расстояние до районного центра Шуйского по автодороге — 9 км. Ближайшие населённые пункты — Александровка, Красотинка, Дачное.
По переписи 2002 года население — 228 человек (109 мужчин, 119 женщин). Преобладающая национальность — русские (96 %).